# 돌고래
돌고래(문화어: 곱등어, 영어: dolphin)는 수생 포유류이자 이빨고래류의 한 종류로, 바다에 사는 매우 영리한 포유동물이다. 돌고래는 아가미로 숨을 쉬는 물고기와는 달리 허파로 숨을 쉬기 때문에 숨을 들이쉴 때마다 물 위로 나와서 허파에 공기를 가득 채운다. 돌고래는 주로 새우나 멸치, 정어리 같은 작은 물고기를 먹는다.

## 이름
돌고래란
- 돌고래 중 가장 널리 분포하는 참돌고래 (Delphinus delphis) 종.
- 참돌고래과에 속하는 고래
- 참돌고래과와 강돌고래에 속하는 고래
- 참돌고래과와 강돌고래, 쇠돌고래과에 속하는 고래
- 참돌고래과와 강돌고래, 쇠돌고래과를 포함한 이빨고래소목 전체에 속하는 고래

한국어에서 돌고래라고 하면 위의 세 번째 정의로 가장 많이 쓰인다. 영어권에서 dolphin(돌핀)이라고 하면 위 두 번째 정의로 사용되며, 쇠돌고래류(이빨고래소목 쇠돌고래과)는 porpoise(폴퍼스)라 구분해서 부르기도 한다.

## 특징
돌고래의 몸은 유선형이어서 물 속에서 시속 35 km로 빠르게 이동한다. 수명은 40~50년, 몸길이는 2~4 m, 몸무게는 150~650 kg까지 그 종류가 무척 다양하다. 참고로, 범고래, 흰 돌고래와는 근연종이다. 노 모양을 한 앞다리인 지느러미 발이 한 쌍 있고 뒷다리는 없다. 등에는 등 지느러미가 있으며, 지느러미 발과 등 지느러미는 수영할 때 몸의 균형을 잡아 준다. 강한 꼬리 지느러미 구실을 하는 돌고래의 꼬리는 물 속에서 돌고래가 앞으로 나아가는 추진력을 준다. 돌고래의 피부는 매끄럽고 탄력이 있다. 20 - 50 마리가 떼지어 서식한다.
대표적인 천적으로 상어와 범고래가 있다. 폐로 호흡을 하기 때문에 규칙적으로 물 위로 올라와 숨을 쉬어야 한다. 1분에 한두 차례 정수리에 있는 숨 구멍인 분수공으로 호흡한다. 분수공은 물 속에 있을 때는 강력한 근육으로 닫혀 있어 물이 들어가지 않는다. 일반적으로 돌고래는 8시간 정도 잠을 잔다. 한 무리가 잠을 자는 동안 다른 무리들이 불침번을 본다. 돌고래는 잠을 잘 때 한쪽 뇌만 잠을 자고 다른 뇌는 숨을 쉬기 위해 잠을 자지 않는다. 양쪽 뇌가 번갈아 수면을 취한다. 청각이 매우 발달하여 음파 탐지 능력이 있다. 운동장 거리의 물체를 음파로 잡아내는데 많은 수가 있으면 더 넓은 거리의 물체들을 파악하게 된다. 또한 시력도 좋고, 피부의 촉각도 예민하다. 돌고래는 대부분 바다에서 서식하지만, 강 돌고래의 경우, 큰 하천이나 강에서 볼 수 있다.

## 하위 분류
- 이빨고래소목 (Odontoceti)
  - 참돌고래과 (Delphinidae)
    - 참돌고래속 (Delphinus)
      - 긴부리참돌고래 (Delphinus capensis)
      - 짧은부리참돌고래 (Delphinus delphis)

    - 큰돌고래속 (Tursiops)
      - 큰돌고래 (Tursiops truncatus)
      - 남방큰돌고래 또는 인도태평양병코돌고래 (Tursiops aduncus)
      - 부르난큰돌고래 (Tursiops australis)

    - 고추돌고래속 (Lissodelphis)
      - 북방고추돌고래 (Lissodelphis borealis)
      - 남방고추돌고래 (Lissiodelphis peronii)

    - 꼬마돌고래속 (Sotalia)
      - 꼬마돌고래 (Sotalia fluviatilis)

    - 혹등돌고래속 (Sousa)
      - 태평양혹등돌고래 (Sousa chinensis)
        - 중국흰돌고래 (Sousa chinensis chinensis) - 아종

      - 대서양혹등돌고래 (Sousa teuszii)

    - 알락돌고래속 (Stenella)
      - 대서양알락돌고래 (Stenella frontalis)
      - 클리멘돌고래 (Stenella clymene)
      - 범열대알락돌고래 (Stenella attenuata)
      - 긴부리돌고래 (Stenella longirostris)
      - 줄무늬돌고래 (Stenella coeruleoalba)

    - 뱀머리돌고래속 (Steno)
      - 뱀머리돌고래 (Steno bredanensis)

    - 흑백돌고래속 (Cephalorynchus)
      - 칠레돌고래 (Cephalorhynchus eutropia)
      - 머리코돌고래 (Cephalorhynchus commersonii)
      - 히비사이드돌고래 (Cephalorhynchus heavisidii)
      - 헥토르돌고래 (Cephalorhynchus hectori)

    - 큰코돌고래속 (Grampus)
      - 큰코돌고래 또는 리소돌고래 (Grampus griseus)

    - 사라와크돌고래속 (Lagenodelphis)
      - 사라와크돌고래 (Lagenodelphis hosei)

    - 낫돌고래속 (Lagenorhynchus)
      - 대서양흰줄무늬돌고래 (Lagenorhynchus acutus)
      - 흰배낫돌고래 (Lagenorhynchus obscurus)
      - 모래시계돌고래 (Lagenorhynchus cruciger)
      - 낫돌고래 (Lagenorhynchus obliquidens)
      - 필돌고래 (Lagenorhynchus australis)
      - 흰부리돌고래 (Lagenorhynchus albirostris)

    - 강거두고래속 (Orcaella)
      - 이라와디돌고래 (Orcaella brevirostri)
      - 오스트레일리아강거두고래 (Orcaella heinsohni)

    - 고양이고래속 (Peponocephala)
      - 고양이고래 (Peponocephala electra)

    - 범고래속 (Orcinus)
      - 범고래 (Orcinus orca)

    - 들고양이고래속 (Feresa)
      - 들고양이고래 (Feresa attenuata)

    - 흑범고래속 (Pseudorca)
      - 흑범고래 (Pseudorca crassidens)

    - 거두고래속 (Globicephala)
      - 참거두고래 (Globicephala melas)
      - 들쇠고래 (Globicephala macrorhynchus)
- 인도강돌고래상과(Platanistoidea)
  - 인도강돌고래과(Platanistidae)
    - 인도강돌고래속(Platanista)
      - 인도강돌고래(Platanista gangetica)
        - 갠지스강돌고래(P. g. gangetica)
        - 인더스강돌고래(P. g. minor)
- 아마존강돌고래상과(Inioidea)
  - 아마존강돌고래과(Iniidae)
    - 아마존강돌고래속(Inia)
      - 아마존강돌고래(Inia geoffrensis)
      - 아라과이아강돌고래(Inia araguaiaensis)
      - 볼리비아강돌고래(Inia boliviensis)

  - 라플라타돌고래과(Pontoporiidae)
    - 라플라타돌고래속(Pontoporia)
      - 라플라타돌고래(Pontoporia blainvillei)
- (?†) 양쯔강돌고래상과(Lipotoidea)
  - (?†) 양쯔강돌고래과(Lipotidae)
    - (?†) 양쯔강돌고래속(Lipotes)
      - (?†) 양쯔강돌고래(Lipotes vexillifer)

## 지능과 법적 인격체
2000년을 전후해서, .과학자들은 인간이 인간 다운 조건으로서 갖는 감성과 지성으로 인해 인격체로 여겨지는 것처럼 돌고래의 지능에 대해 연구를 한 결과 돌고래들도 이와 같은 감성과 지성을 갖춘 법인격체로서 여겨져야 한다는 것을 확인할 수 있었다고 지속적으로 보고하고 있다.
2013년5월, 인도 중앙정부는 공식적으로 돌고래를 인위적으로 처우하는 행위에 대해 금지하는 발표를 한 바가 있다.

미국과학진흥협회(the American Association for the Advancement of Science)는 2010년 2월 21일 협회지 <사이언스 나우>를 발행하면서 '돌고래를 인격체로 볼 수 있는가?'라는 이슈를 제기한바가 있다.
칠레, 코스타리카, 헝가리, 인도의 4개국은 돌고래를 "인간이 아닌 사람"(non-human persons)으로 선언했으며 엔터테인먼트를 위한 돌고래의 포획 및 수입을 금지하고 있다.

## 같이 보기
- 남방큰돌고래
- 고래
- 바다
- 돌고래자리
- 2013년 대한민국 남방큰돌고래 방사